# Drosera kenneallyi
Drosera kenneallyi ist eine fleischfressende Pflanze aus der Familie der Sonnentaugewächse (Drosera). Sie kommt ausschließlich auf dem Mitchell Plateau nördlich von Kimberley im australischen Northern Territory vor.

## Beschreibung
Bei Drosera kenneallyi handelt es sich um eine ausdauernde krautige Pflanze, die einzelne bodenständige Rosetten bildet. Die Blätter stehen flach an die Erde gepresst, die Blattstiele sind auf der Oberseite glatt, auf der Unterseite spärlich mit einfachen, weißen Haaren besetzt, schmal umgekehrt-lanzettlich, 15 bis 30 Millimeter lang, 0,9 bis 1 Millimeter breit am Ansatz, 1,5 bis 2,2 Millimeter breit in der Mitte und am Ansatz der Spreite auf 0,7 bis 1 Millimeter Breite verjüngt. Die quer breit-elliptischen bis sehr breit-eiförmigen Blattspreiten sind 4 bis 6 Millimeter lang, 5,5 bis 7 Millimeter breit, ihre Oberseite ist am Rand mit etwas längeren, mittig kürzeren Fangtentakeln besetzt, die Unterseite ist fein weiß behaart.
Die ein bis drei, spärlich mit weißen Haaren besetzten Blütenstandsachsen sind 12,5 bis 20 Zentimeter lang und tragen in einer Traube 10 bis 20 oder mehr Blüten, die Blütenstiele sind 3 bis 12 Millimeter lang und stehen aufrecht zur Reife. Die Kelchblätter sind umgekehrt eiförmig, 2 bis 3 Millimeter lang und 1 bis 1,7 Millimeter breit. Die Kronblätter sind weiß, mit stark ausgeprägter Mittelrippe, umgekehrt eiförmig und 5,5 bis 6,5 Millimeter lang sowie 3 bis 4 Millimeter breit.
Die Staubblätter sind 2 bis 3,5 mm lang. Der Fruchtknoten ist gewunden, 0,7 bis 1 Millimeter lang, zur Blütezeit 1 bis 1,4 Millimeter im Durchmesser und mit drei zweigelappten Fruchtblättern. Die drei oder vier Griffel sind im unteren Teil 0,3 bis 0,5 Millimeter lang und seitlich zusammengedrückt, danach vielfach gegabelt in 1,5 bis 2,5 Millimeter lange, abgeflachte Abschnitte, die in den Narben enden.

## Verbreitung und Standort
Heimat von Drosera kenneallyi ist das Mitchell Plateau an den Mitchell Falls im äußersten Norden Australiens, dort wächst es auf feinen, sandigen Lehm- und Lateritböden unter sumpfigen Bedingungen, zeitweise überschwemmt. Durch ein Heben und Senken der Blätter vermeidet es jedoch ein Untertauchen. Teilweise kommt es mit Eucalyptus latifolia und Melaleuca leucadendron vor.

## Systematik
Die nächstverwandte Art ist Drosera falconeri, von der sie durch die Form der Blattspreiten unterschieden ist. Das Artepitheton ehrt Kevin Kenneally, der 1982 die ersten Aufsammlungen der Art vornahm. Die Art gehört zum so genannten „Petiolaris-Komplex“, der die Sektion Lasiocephala der Gattung bildet.